# Зленко, Андрей Никифорович
Андрей Никифорович Зленко (1905, село Абазовка Полтавской губернии, теперь Полтавского района Полтавской области — 20 февраля 1976, город Киев) — украинский советский и партийный деятель, депутат Верховного Совета УССР 2-7-го созывов. Кандидат в члены ЦК КП(б)У в 1940—1946  и 1949—1952 г. Член нелегального ЦК КП(б)У в 1942—1943 г. Член ЦК КП(б)У в 1946—1949 г.

## Биография
Родился в семье крестьянина-бедняка. Трудовую деятельность начал в 1914 году в сельском хозяйстве. С 1922 года — секретарь комсомольской организации села Абазовка; с 1925 года — секретарь Абазовского сельского совета Полтавского округа. В 1927—1929 годах — служба в рядах Красной армии.
Член ВКП(б) с 1928 года.
В 1929—1931 годах — студент рабочего факультета.
В 1931—1934 годах — на руководящей комсомольской работе: руководитель пропагандистской группы ЦК ЛКСМУ в Одесской, Киевской и Винницкой областях.
С 1934 по 1937 год учился в институте Красной профессуры.
В 1937—1939 годах — инструктор, заместитель заведующего отделом руководящих партийных органов ЦК КП(б) Украины. В 1939—1947 годах — заведующий организационно-инструкторского отдела ЦК КП(б) Украины.
Принимал активное участие в организации советского партизанского движения в Украине во время Великой Отечественной войны. Был членом и заместителем начальника оперативной группы Военного совета Юго-Западного фронта.
Образование высшее. В 1947 году окончил Киевский государственный университет имени Тараса Шевченко.
В 1947—1948 годах — инспектор ЦК КП(б) Украины.
В 1948 — феврале 1951 года — 2-й секретарь Львовского областного комитета КП(б) Украины. В 1951—1955 годах — инспектор ЦК КП Украины.
31 марта 1955 — 22 декабря 1970 года — секретарь Президиума Верховного Совета Украинской ССР.
С декабря 1970 года — персональный пенсионер союзного значения. Проживал в Киеве.

## Награды
- орден Трудового Красного Знамени
- орден Красного Знамени
- орден Богдана Хмельницкого II степени
- Два ордена «Знак Почета» (23.01.1948, 14.07.1965)
- медаль «Партизану Отечественной войны» 1 степени
- медаль «За победу над Германией в Великой Отечественной войне 1941—1945 гг.»
- медаль «За доблестный труд в Великой Отечественной войне 1941—1945 гг.»
- медали